# JR九州フードサービス
JR九州フードサービス株式会社（ジェイアールきゅうしゅうフードサービス）は、九州旅客鉄道（JR九州）の子会社。主に自社ブランドの飲食店経営を行う。

## 概要
JR九州における外食産業の中核企業として、居食屋形態・麺食事業・専門店事業（フランチャイズ事業含む）を行っている。2024年5月現在、60店舗を運営している。このほか、ななつ星 in 九州の車内食等の調理を行う「ななつ星調理室」を設置している。JR九州の外食事業の源流は国鉄民営化により発生した余剰人員対策として、駅構内のうどん店や空きスペースをもとに経営多角化を図った「本社外食事業部」であり、外食事業経営安定化にあたってはJR九州の歴代社長（石井幸孝、田中浩二、唐池恒二）が深く関与している。
事業参入当初は8億円の赤字を計上していたが、唐池の改革により3年で黒字化された。1996年（平成8年）に本社外食事業部が独立分社化し、JR九州フードサービスが設立された。唐池は同社に出向し、初代社長となった。唐池の本社復帰後、赤字に転落するが、2000年（平成12年）に当時JR九州社長だった田中は唐池を再度JR九州フードサービス社長として出向させて黒字に戻した。余剰人員対策だった外食事業は、現在ではグループ売り上げの5%を占める事業となったという。
2017年にJR九州グループの分鉄開発を吸収合併し、同社のフランチャイズ店舗事業などを引き継いだ。その際、分鉄開発の所有していた宿泊施設「竹と椿のお宿 花べっぷ」をJR九州ホテルズが継承した。
また、中国に現地法人「上海JR九州フードサービス（上海捷尓餐飲管理有限公司）」を設立し、上海に5店舗を展開。食を通じて九州へのインバウンドの誘致に連動させるしくみの構築を狙っている。

## 主な飲食店形態

### 居食屋事業
- うまや - 東京に9店舗、九州に11店舗、中国上海に5店舗。旗艦店は東京赤坂の「赤坂うまや」。初代社長の唐池恒二の構想で生まれた[3]。歌舞伎俳優・三代目市川猿之助（現：二代目市川猿翁）がプロデュース[6]。
- 驛亭 - 都城駅構内・大分駅（豊後にわさき市場）・JR九州ホテル鹿児島にて居酒屋を運営。

### 麺食事業
- うどん屋：9店舗。ほとんどが駅構内で営業している。うち小倉駅・博多駅ではホーム上（どちらも3-4番のりば）にて営業。
- ラーメン屋：7店舗。小倉駅ホーム（5-6番のりば）、博多駅ホーム（1-2番のりば、5-6番のりば）でも営業。

### 専門店事業など（フランチャイズ含）
- 華都飯店 - 天神・博多の2店舗。馬遅伯昌が東京三田で開業した同名店を、娘の馬へれんが各地でプロデュース。そのうち福岡の店舗を運営している[7]。
- ミニヨン（il FORNO del MIGNON） - クロワッサン専門店。クラウン製パンの直営店のうち、博多駅・熊本駅・大分駅の営業等を担当。
- 粋 - うどん屋兼居酒屋。博多駅と福岡市六本松で営業。
- 吉野家 - フランチャイズ。博多駅の2店舗、熊本駅の1店舗を運営。
- ロッテリア - フランチャイズ。大分県の3店舗、福岡県の3店舗、鹿児島県の1店舗を運営。
- 博多駅の駅弁販売（3店舗）
- うちのたまご直営所 - JR九州ファームの鶏卵ブランド「うちのたまご」の販売所兼卵かけごはんおよびエッグタルトの販売・喫食店。東京では「赤坂うまや うちのたまご直営所」ブランドで運営。